# Ferriday

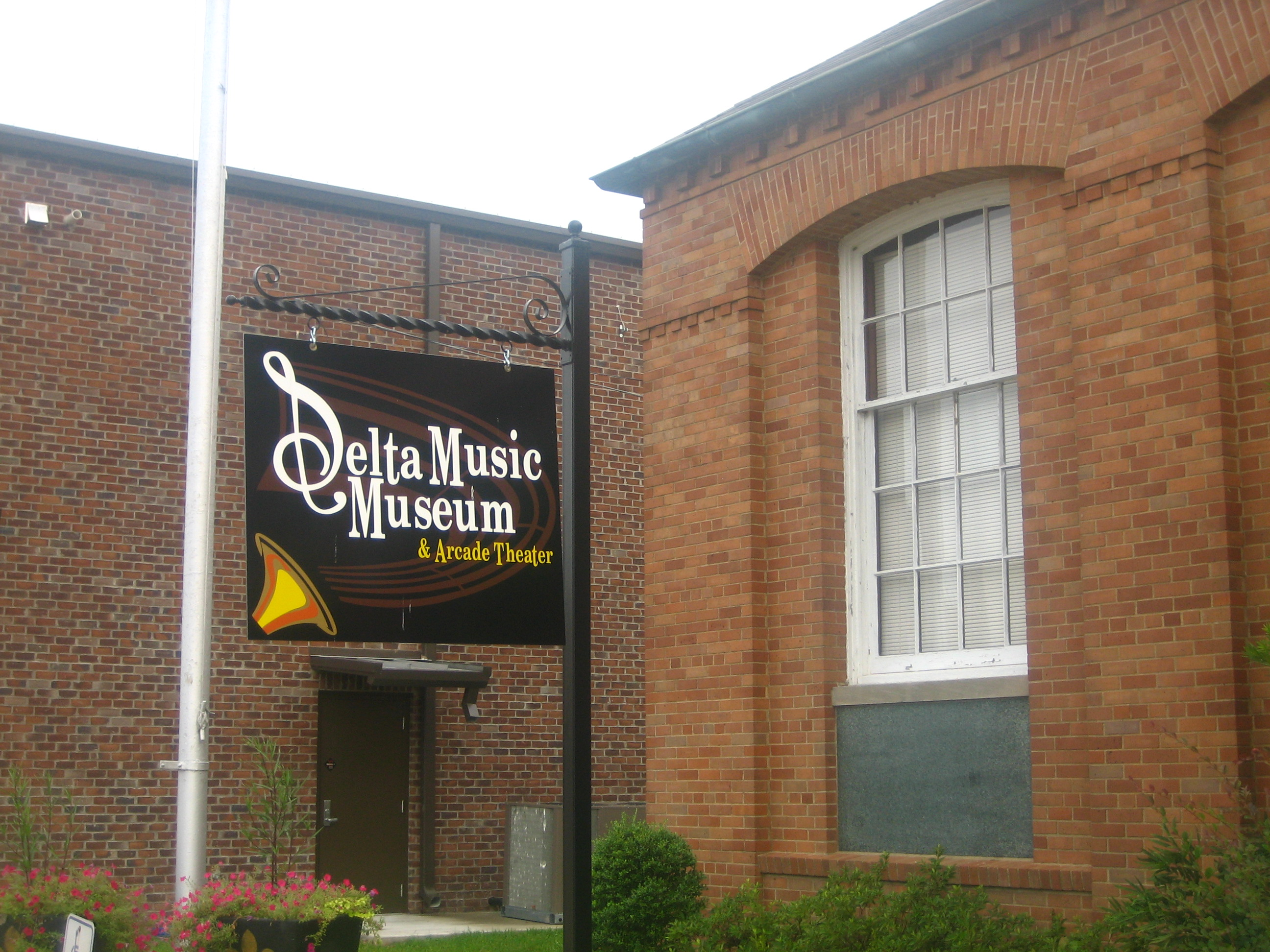
Delta Music Museum

Ferriday ist eine Stadt im Concordia Parish im US-amerikanischen Bundesstaat Louisiana. Das U.S. Census Bureau hat bei der Volkszählung 2020 eine Einwohnerzahl von 3189 ermittelt. 

## Geographie
Ferriday ist jeweils 20 Kilometer von der südöstlich gelegenen Stadt Natchez bzw. dem Mississippi River entfernt. Baton Rouge befindet sich in einer Entfernung von 160 Kilometern im Süden. Die Verbindungsstraßen U.S. Highway 84 und U.S. Highway 425 treffen sich in der Ortsmitte von Ferriday.

## Geschichte
Mitte des 19. Jahrhunderts ließen sich einige Siedler in der Gegend nieder. Anfang der 1900er Jahre betrieben die Texas and Pacific Railroad sowie die Memphis, Helena and Louisiana Railroad dort einige Werkstätten, wodurch die Region an Attraktivität gewann. Auf der landwirtschaftlich genutzten Helena Plantation wurde u. a. Baumwolle angebaut und der Ort Helena genannt. Da jedoch bereits eine Bahnstation in Arkansas mit gleichem Namen existierte, wurde er in Ferriday umbenannt und würdigte damit die Familie Ferriday, die sich um die Entwicklung des Ortes große Verdienste erworben hatte.
Die Schriftstellerin Elaine Dundy verfasste ein Buch über die Geschichte der Stadt unter dem Titel „Ferriday, Louisiana“.
Heute ist Ferriday auch in der Musikindustrie aktiv, insbesondere in den Sparten Rock ’n’ Roll, Country-Musik und Blues und beherbergt das Delta Music Museum. 

## Demografische Daten
Im Jahr 2012 wurde eine Einwohnerzahl von 3435 Personen ermittelt, was eine Abnahme um 7,7 % gegenüber 2000 bedeutet. Das Durchschnittsalter der Bewohner lag im Jahr 2012 mit 31,9 Jahren deutlich unter dem Durchschnittswert von Louisiana, der 38,5 Jahre betrug. Mit 83,3 % stellten Einwohner mit afroamerikanischen Wurzeln den größten Bürgeranteil.

## Söhne und Töchter der Stadt
- Howard K. Smith (1914–2002), Journalist, Moderator und Schauspieler
- Jerry Lee Lewis (1935–2022), Rock’n’Roll-Sänger
- Jimmy Swaggart (1935–2025), Prediger

## Galerie

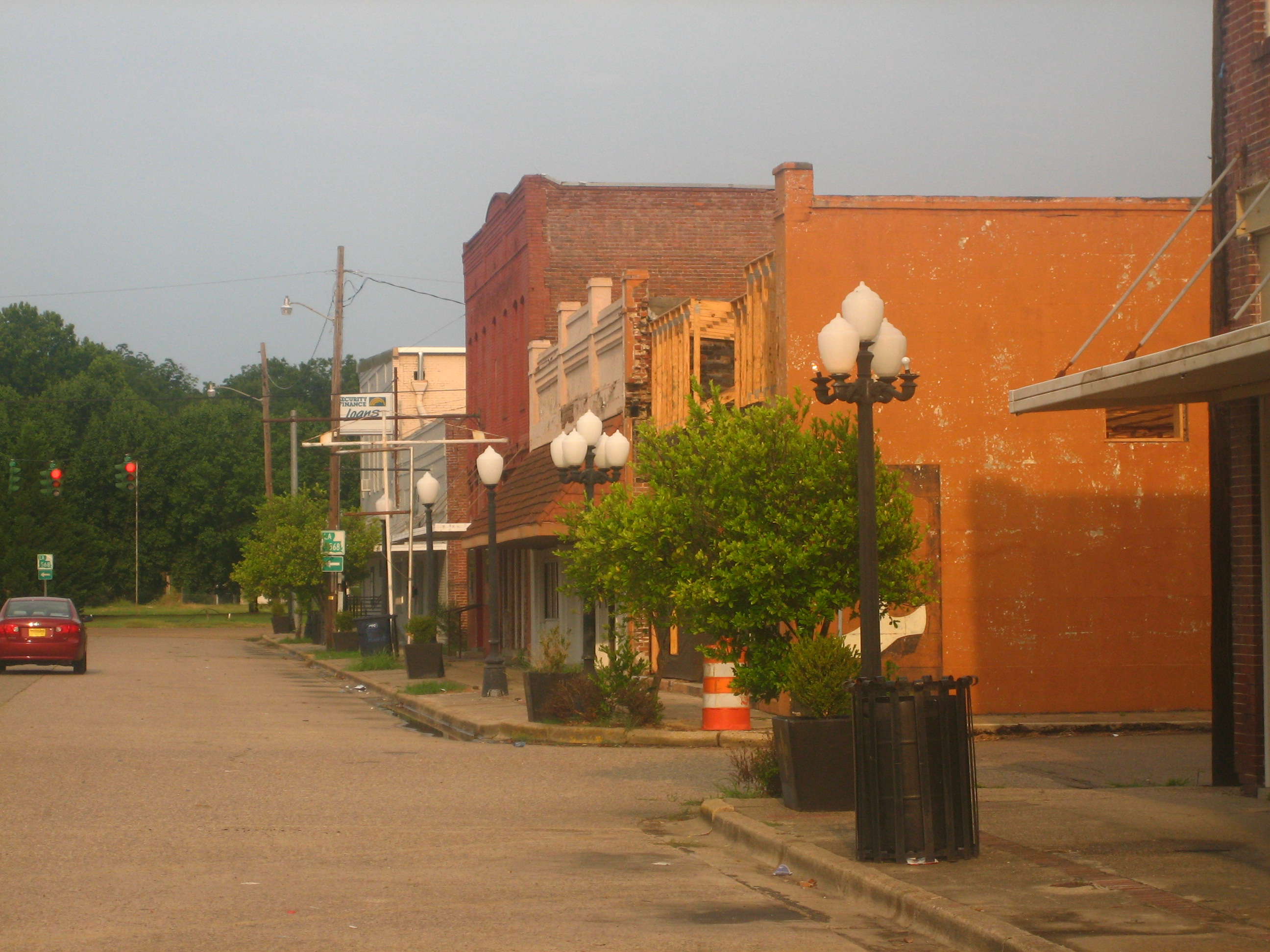
Downtown Ferriday 2008
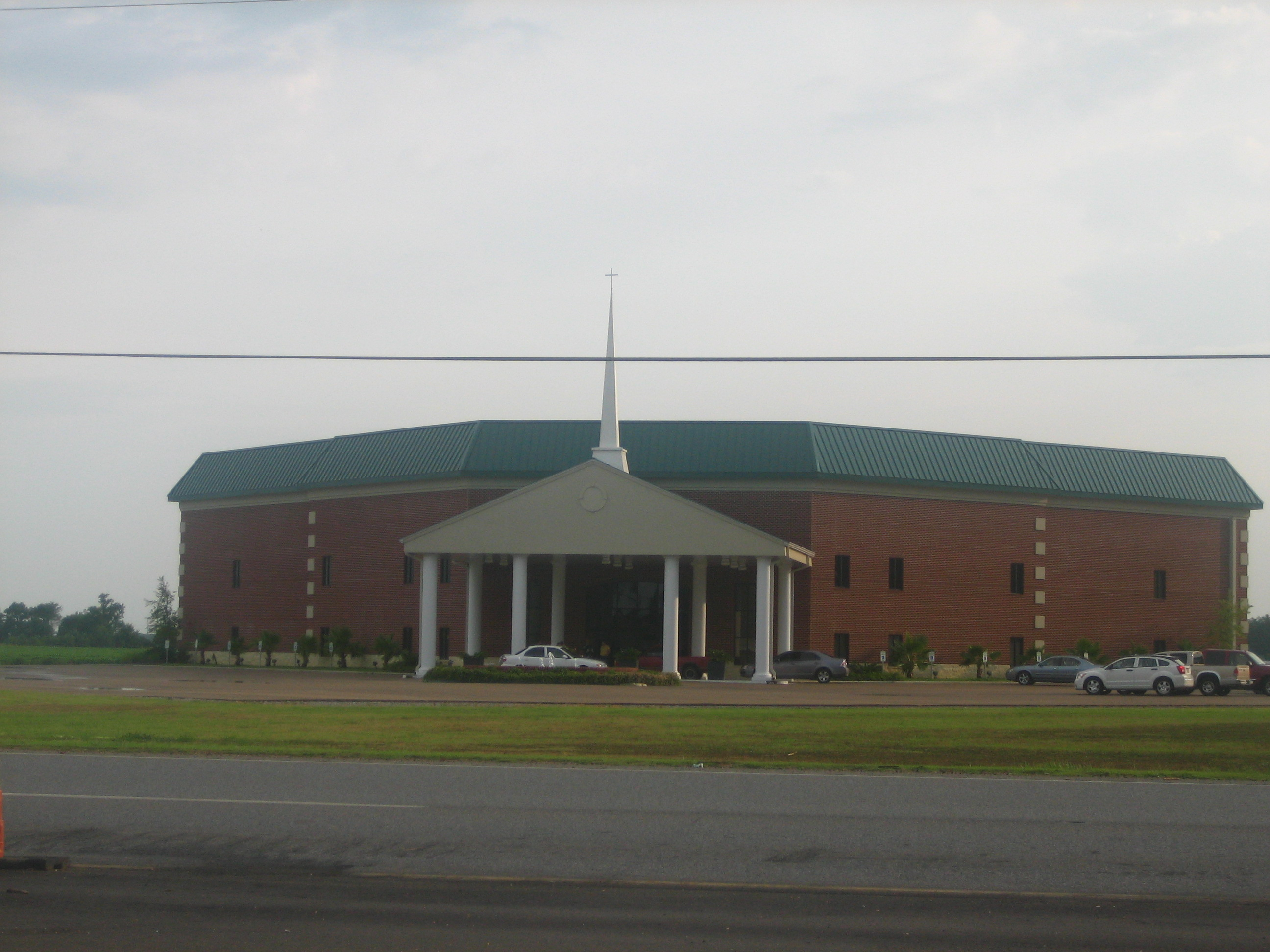
Pentecostal Church
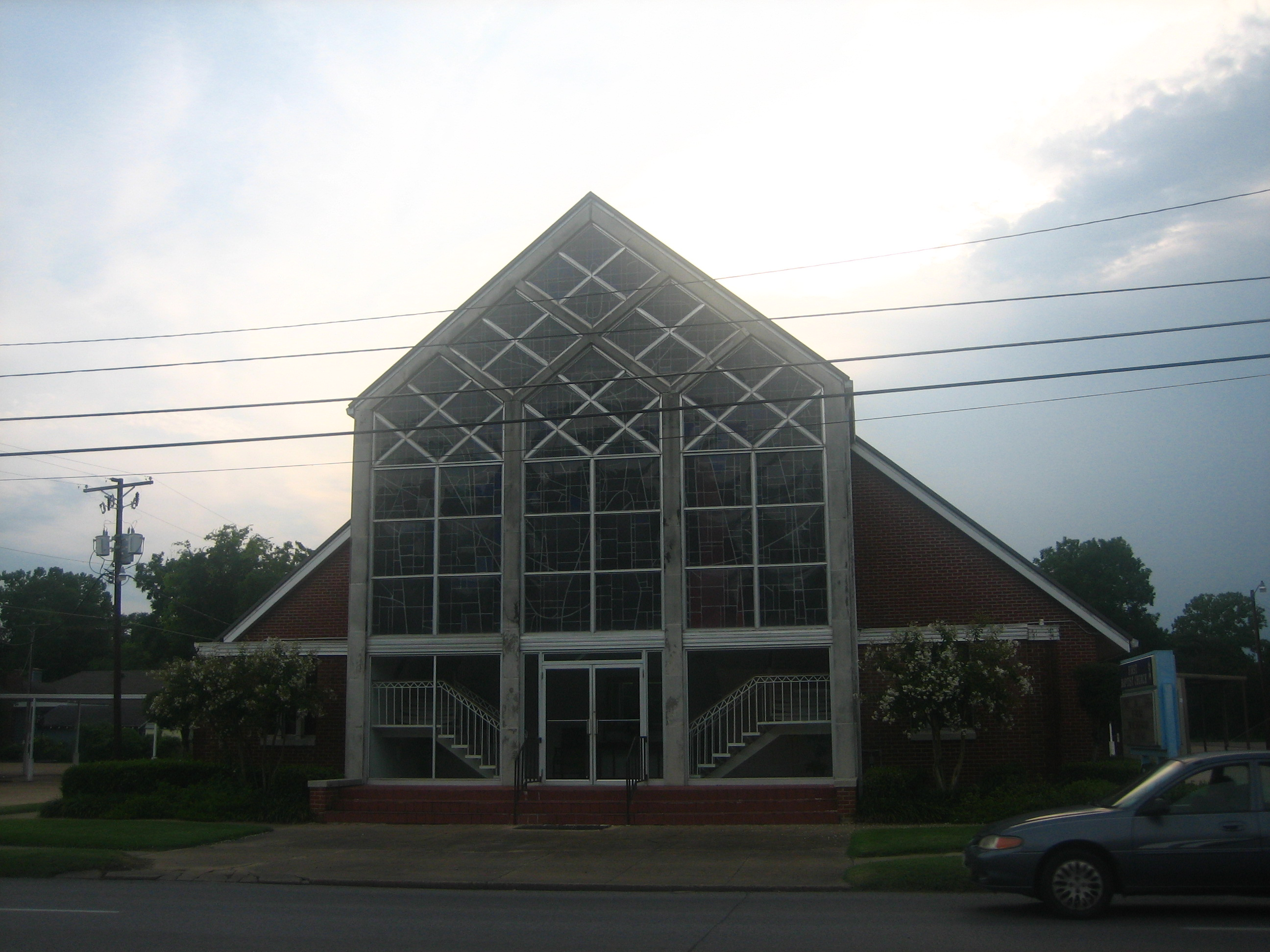
First Baptist Church